# Piatt’s Landing
Koordinaten: 38° 54′ 5″ N, 84° 51′ 33″ W
Piatt’s Landing war im frühen 19. Jahrhundert ein Schiffs- und Fähranleger am Ohio River. Hier entwickelte sich seitdem die Stadt Union, Boone County (Kentucky), USA. Der Anleger befand sich nahe der Route 338 westlich des Stadtzentrums von Union. Der Anleger und das Winnfield-Häuschen, das nicht mehr besteht, wurden von Robert Piatt, dem Großvater des Bürgerkrieg-Generals Edward Richard Sprigg Canby, errichtet.